# José Ildefonso Díaz de León
José Ildefonso Díaz de León y Muñoz (Pinos, 21 de enero de 1722 - San Luis Potosí, 29 de julio de 1828) fue un político, abogado y diputado mexicano que es reconocido como el primer gobernador de San Luis Potosí.

## Biografía
Nació el 21 de enero de 1722 en el municipio de Pinos, siendo hijo de Miguel José Wenceslao Díaz de León Fernández de Palos y de Thadea Josepha Gertrudis Muñoz González. Estudio leyes en el Real Colegio San Luis Gonzaga donde se tituló como abogado. En 1811 fue miembro de una junta de seguridad establecida en Real de Catorce para combatir a Juan Villerías.
El 8 de enero de 1824, San Luis Potosí paso de ser una provincia a un estado y el reciente Congreso de San Luis Potosí estableció Ildefonso como gobernador el 21 de abril de 1824.
Durante su gobierno abolió la esclavitud mediante un decreto, siendo el primer estado de México en terminar con la esclavitud, también fundo el Colegio Josefino Guadalupano el 2 de junio de 1826, introdujo la imprenta y el alumbrado público, fundo la Casa de la Moneda a San Luis Potosí y fomento la agricultura y la accesibilidad de agua en el estado.
Falleció el 29 de julio de 1828 a la edad de 56 años en San Luis Potosí, siendo sepultado en el antiguo panteón del Barrio del Montecillo.